# Vedische recitatie
Vedische recitatie is de mondelinge overlevering van de Veda's. Er zijn elf verschillende manieren of patha's van recitatie die moeten waarborgen dat fouten geëlimineerd worden. Dit resulteert in een unieke vorm van memorisering die als een exacte geluidsopname is. Andere bekende composities variëren veel meer, ook andere Indische heilige teksten.
De orale traditie werd in stand gehouden omdat de Veda's niet voor iedereen toegankelijk waren en daarom pas na lange tijd op schrift werden gesteld. Stammen en brahmanen daarbinnen waren veelal niet bereid om hun kennis te delen met buitenstaanders. Die traditie had tot gevolg dat bij vedische scholen die hun aanhang verloren, ook hun recensio's (shakha's) verloren gingen.
De elf patha's zijn samhita, pada, krama, jata, maalaa, sikha, rekha, dhwaja, danda, rathaa en ghana. Er wordt daarbij gebruikgemaakt van vier tonen, udatta (midden), anudaatta (laag), svarita (hoog) en deergha svarita (lang hoog).
De studie begint voor jonge jongens na hun inwijdingsrite upanayana. De volledige studie van de recitatie duurt vele jaren en begint met de samhita-patha, de continue recitatie. Daarna volgt e pada-patha, de woord-voor-woord recitatie, en de krama-patha waarbij de woorden in een patroon van ab bc cd ... zijn opgesteld. Daarna volgen de complexere patha's die later zijn ontwikkeld.
Dat een tekst door pandits zo uit het hoofd is geleerd, betekent niet dat deze ook wordt begrepen, zoals de Perzische reiziger Al-Biruni in de elfde eeuw al opmerkte. Hij stelde dat slecht een klein deel van de brahmanen de tekst begreep en een nog kleiner deel in staat was om op basis daarvan disputen te voeren.:164-168